# Ministerium für Heimat, Kommunales, Bau und Digitalisierung des Landes Nordrhein-Westfalen
Das Ministerium für Heimat, Kommunales, Bau und Digitalisierung des Landes Nordrhein-Westfalen (Abkürzung: MHKBD NRW, auch genannt Heimat- und Kommunalministerium, Bauministerium oder Digitalministerium NRW) ist eines von zwölf Ministerien in der Landesverwaltung des deutschen Landes Nordrhein-Westfalen. Es wurde mit Bildung des Kabinett Laschet im Juni 2017 in seiner jetzigen Form aus den Geschäftsbereichen verschiedener anderer Ministerien neu geschaffen. Aus dem Innenministerium wechselte die Zuständigkeit für Kommunales, aus dem Ministerium für Bauen, Wohnen Stadtentwicklung und Verkehr die Zuständigkeit für Bauen, Wohnen und Stadtentwicklung, und aus dem bisherigen Ministerium für Gesundheit, Emanzipation, Pflege und Alter die Kompetenz für Gleichstellungspolitik. Diese Zuständigkeit gab das Ministerium 2022 an das Ministerium für Kinder, Jugend, Familie, Gleichstellung, Flucht und Integration ab und erhielt dafür vom Ministerium für Wirtschaft, Innovation, Digitalisierung und Energie die Zuständigkeit für die Digitalisierung. Ministerin ist seit dem 30. Juni 2017 Ina Scharrenbach (CDU) (zunächst im Kabinett Laschet, anschließend im Kabinett Wüst I und – in leicht veränderter Zuständigkeit – im Kabinett Wüst II).

## Sitz

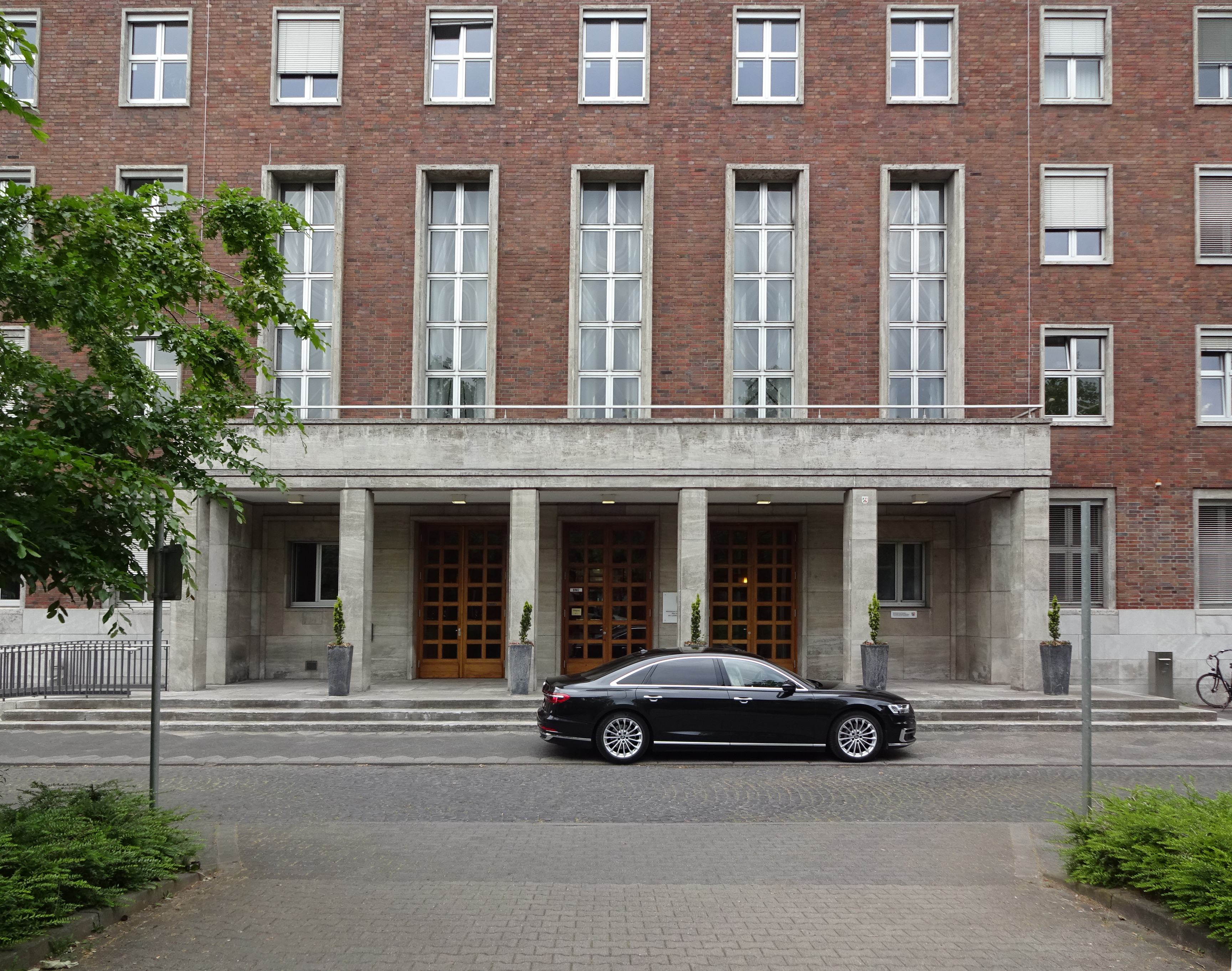
Portal Jürgensplatz 1

Der Sitz des Ministeriums liegt in der Landeshauptstadt Düsseldorf im Gebäude Jürgensplatz 1, das bis Juni 2017 Amtssitz des Ministeriums für Verkehr des Landes Nordrhein-Westfalen war.

## Leitung

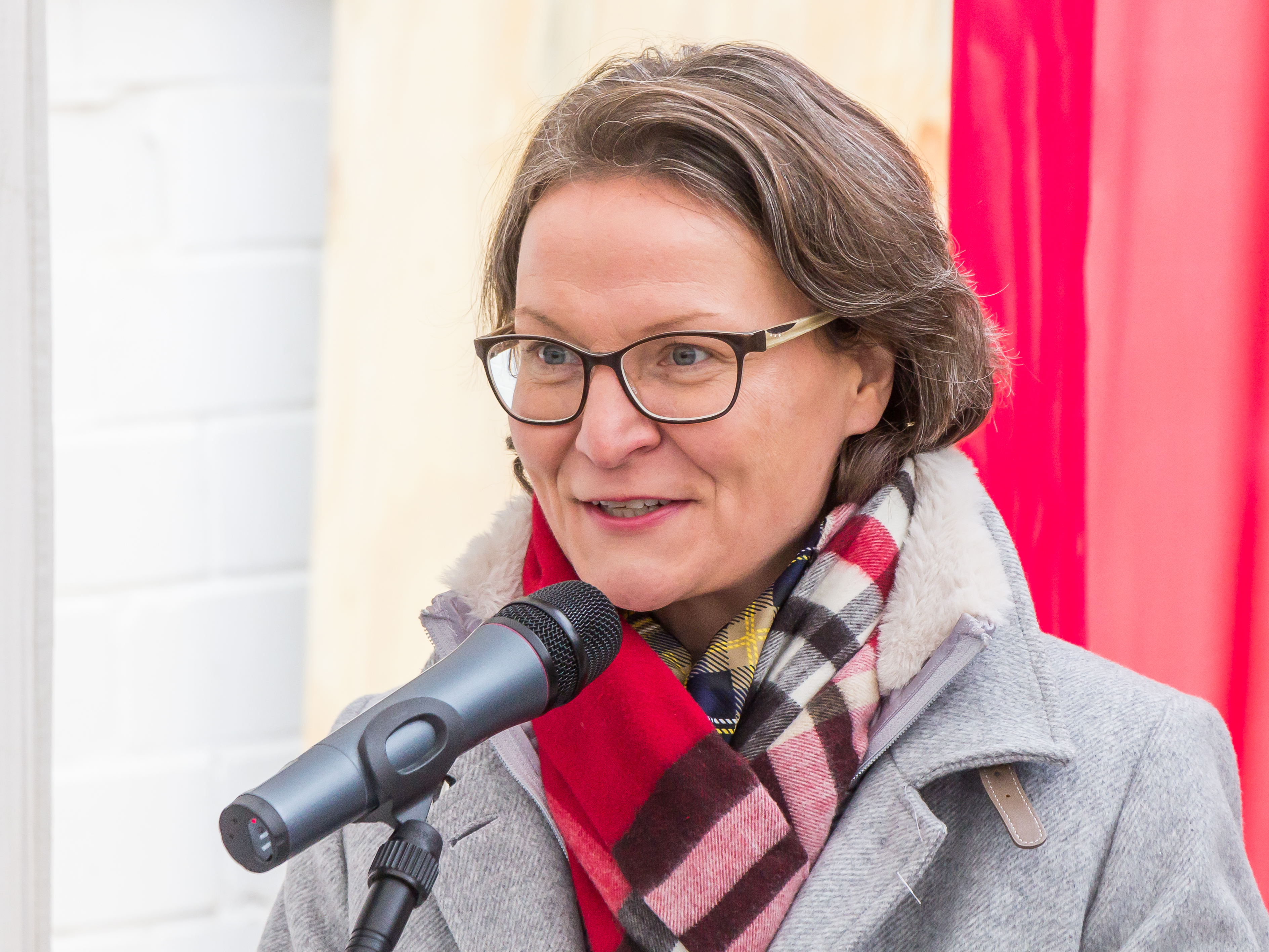
Ministerin Ina Scharrenbach

Als Landesministerin leitet Ina Scharrenbach (CDU) seit dem 30. Juni 2017 das neu geschaffene Ministerium. Unter ihr stehen als Staatssekretär Daniel Sieveke und als parlamentarischer Staatssekretär Josef Hovenjürgen (beide ebenfalls CDU) an der Spitze der Verwaltung.

## Organisation und Aufgaben
Die Organisations-, Aufgaben- und Abteilungsstruktur des neuen Ministeriums ist auf der Internetseite des Ministeriums ebenso zu finden wie der Organisationsplan. Aufgabenfelder und politische Zielsetzungen des Hauses sind veröffentlicht (Einzelnes im Folgenden).

### Bereich Heimat
Das Ministerium beschreibt seine Aufgaben zur Heimatpflege wie folgt: „Nordrhein-Westfalen bietet uns allen eine lebenswerte Heimat im Herzen Europas. Weltoffenheit und Toleranz, Verantwortungsgefühl und Gemeinsinn schaffen einen starken gesellschaftlichen Zusammenhalt – ob in den großen Städten oder in den ländlichen Regionen.“ Dies gelte es zu bewahren und zu fördern.

### Bereich Kommunen
Das Ministerium beschreibt seine kommunalen Aufgaben wie folgt: „Wir werden gleichwertige Lebensverhältnisse sowie Chancen in Stadt und Land fördern. Dafür notwendig sind der Dialog vor Ort sowie verlässliche Rahmenbedingungen für Finanzen und die Gestaltungsmöglichkeiten von Städten und Gemeinden sowie von Kreisen, Regionalräten, Landschaftsverbänden, dem Regionalverband Ruhr und der Städteregion Aachen. Oberste Maxime unserer Kommunalpolitik ist es, staatliches Handeln gemäß dem Subsidiaritätsprinzip so bürgernah wie möglich zu gestalten, die kommunale Selbstverwaltung zu achten und wo möglich zu stärken.“

### Bereich Bau
Das Ministerium beschreibt seine Aufgaben im Bereich Bau wie folgt: „Nordrhein-Westfalen ist sowohl von ländlichen Regionen als auch von Ballungsräumen geprägt. Diese unterschiedlichen Strukturen wollen wir auch in der Baupolitik berücksichtigen.“

### Bereich Digitalisierung
Der Bereich der Digitalisierungspolitik wurde 2022 nach einem Neuzuschnitt der Ressorts in der Landesregierung vom Wirtschaftsministerium in das Kommunal-, Bau- und Heimatministerium eingegliedert.

## Liste der Bauminister seit 1946
Die nachfolgende Übersicht zeigt die Leitung des Bauministeriums seit 1946. Für die vor 2017 zuständigen Minister für Kommunales siehe Liste der Innenminister von Nordrhein-Westfalen.
| Name                                                                       | Amtsantritt                                     | Kabinett                          | Partei                    |
| Minister für Wiederaufbau                                                  | Minister für Wiederaufbau                       | Minister für Wiederaufbau         | Minister für Wiederaufbau |
| -------------------------------------------------------------------------- | ----------------------------------------------- | --------------------------------- | ------------------------- |
| Hugo Paul                                                                  | 29. August 1946 15. Dezember 1946 17. Juni 1947 | Amelunxen I Amelunxen II Arnold I | KPD                       |
| Ernst Gnoß                                                                 | 5. April 1948                                   | Arnold I                          | SPD                       |
| Fritz Steinhoff                                                            | 16. April 1949                                  | Arnold I                          | SPD                       |
| Otto Schmidt                                                               | 15. September 1950                              | Arnold II                         | CDU                       |
| Minister für Arbeit, Soziales und Wiederaufbau                             |                                                 |                                   |                           |
| Otto Schmidt                                                               | 1. Oktober 1953                                 | Arnold II                         | CDU                       |
| Minister für Wiederaufbau                                                  |                                                 |                                   |                           |
| Willi Weyer                                                                | 27. Juli 1954                                   | Arnold III                        | FDP                       |
| Fritz Kaßmann                                                              | 28. Februar 1956                                | Steinhoff                         | SPD                       |
| Peter Erkens                                                               | 24. Juli 1958                                   | Meyers I                          | CDU                       |
| Minister für Landesplanung, Wohnungsbau und öffentliche Arbeiten           |                                                 |                                   |                           |
| Peter Erkens                                                               | 1. Mai 1961                                     | Meyers I                          | CDU                       |
| Joseph Blank                                                               | 26. Juli 1962                                   | Meyers II                         | CDU                       |
| Joseph Paul Franken                                                        | 27. Juni 1963                                   | Meyers II                         | CDU                       |
| Franz Berding                                                              | 26. Juli 1966                                   | Meyers III                        | CDU                       |
| Hermann Kohlhase                                                           | 8. Dezember 1966                                | Kühn I                            | FDP                       |
| Minister für Landesplanung, Wohnungsbau und öffentliche Arbeiten           |                                                 |                                   |                           |
| Hermann Kohlhase                                                           | 20. Januar 1967                                 | Kühn I                            | FDP                       |
| Von 1970 bis 1985 existierte kein explizit für Bau zuständiges Ministerium |                                                 |                                   |                           |
| Minister für Stadtentwicklung, Wohnen und Verkehr                          |                                                 |                                   |                           |
| Christoph Zöpel                                                            | 30. Mai 1985                                    | Rau III                           | SPD                       |
| Minister für Bauen und Wohnen                                              |                                                 |                                   |                           |
| Ilse Brusis                                                                | 12. Juni 1990                                   | Rau IV                            | SPD                       |
| Michael Vesper                                                             | 17. Juli 1995 9. Juni 1998                      | Rau V Clement I                   | Grüne                     |
| Minister für Städtebau und Wohnen, Kultur und Sport                        |                                                 |                                   |                           |
| Michael Vesper                                                             | 27. Juni 2000 12. November 2002                 | Clement II Steinbrück             | SPD                       |
| Minister für Bauen und Verkehr                                             |                                                 |                                   |                           |
| Oliver Wittke                                                              | 24. Juni 2005                                   | Rüttgers                          | CDU                       |
| Lutz Lienenkämper                                                          | 3. März 2009                                    | Rüttgers                          | CDU                       |
| Minister für Wirtschaft, Energie, Bauen, Wohnen und Verkehr                |                                                 |                                   |                           |
| Harry Voigtsberger                                                         | 15. Juli 2010                                   | Kraft I                           | SPD                       |
| Minister für Bauen, Wohnen, Stadtentwicklung und Verkehr                   |                                                 |                                   |                           |
| Michael Groschek                                                           | 21. Juni 2012                                   | Kraft II                          | SPD                       |
| Minister für Heimat, Kommunales, Bau und Gleichstellung                    |                                                 |                                   |                           |
| Ina Scharrenbach                                                           | 30. Juni 2017 28. Oktober 2021                  | Laschet Wüst I                    | CDU                       |
| Minister für Heimat, Kommunales, Bau und Digitalisierung                   |                                                 |                                   |                           |
| Ina Scharrenbach                                                           | 29. Juni 2022                                   | Wüst II                           | CDU                       |

## Liste der Staatssekretäre
| Name                             | Bild                     | Partei                   | Amtszeit                 |
| Beamtete Staatssekretäre         | Beamtete Staatssekretäre | Beamtete Staatssekretäre | Beamtete Staatssekretäre |
| -------------------------------- | ------------------------ | ------------------------ | ------------------------ |
| Jan Heinisch                     |                          | CDU                      | 2017–2022                |
| Daniel Sieveke                   |                          | CDU                      | seit 2022                |
| Parlamentarische Staatssekretäre |                          |                          |                          |
| Josef Hovenjürgen                |                          | CDU                      | seit 2022                |